# 巴泰凱高原國家公園
巴泰凱高原國家公園（法語：Parc national des plateaux Batéké），是加蓬的國家公園，位於該國東南部上奧果韋省，處於巴泰凱高原，面積2,034平方公里，始建於2002年，在2005年10月20日列入世界遺產預備名單。